# Cabo Polonio

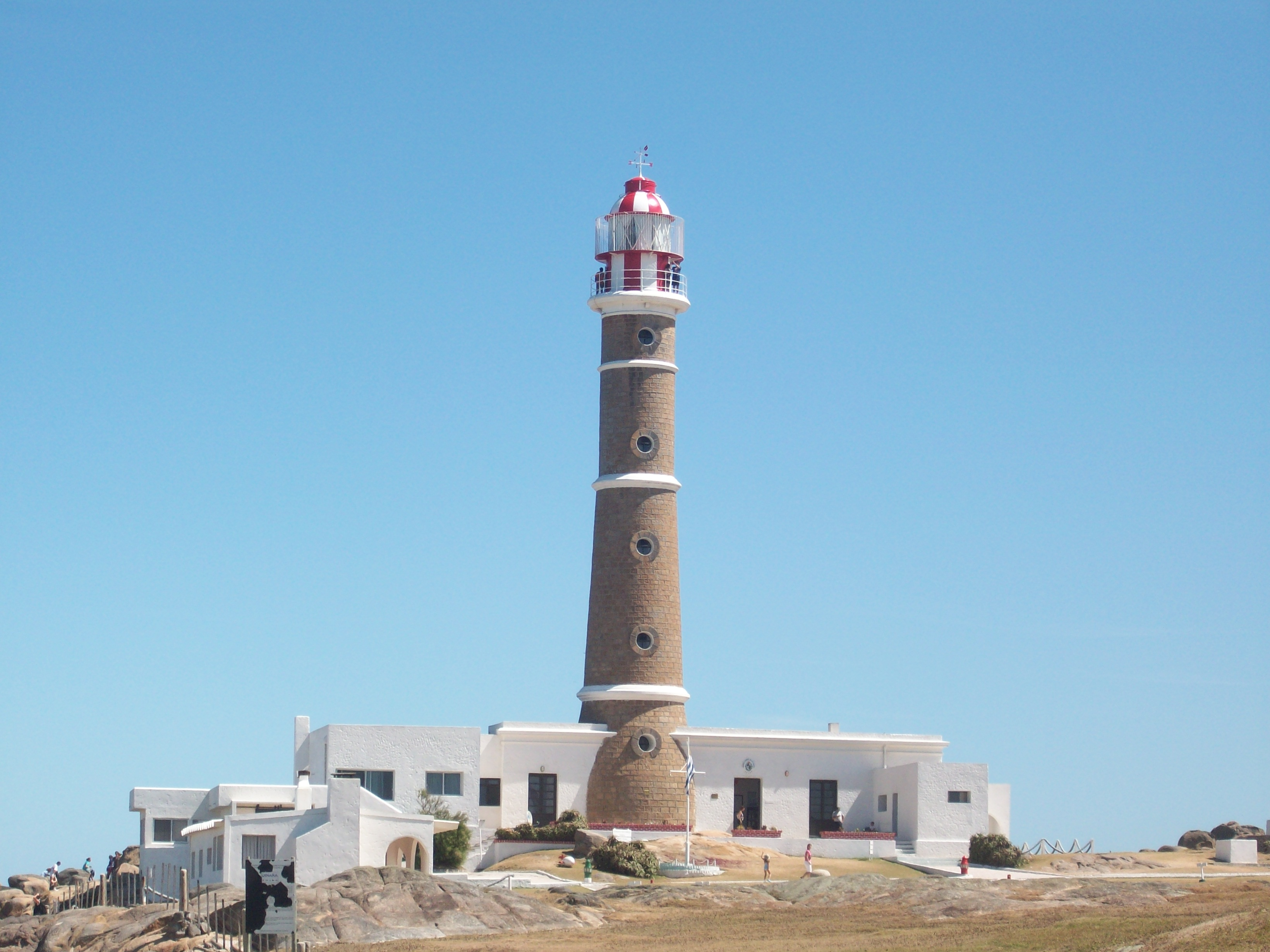
Farol do Cabo Polonio

Cabo Polonio é um povoado uruguaio localizado no Departamento de Rocha, reconhecido pelo imponente farol construído em 1881, declarado Monumento Histórico do Uruguai em 1976, de grande importância para a navegação local. 
O nome da localidade homenageia uma embarcação espanhola chamada "Polonio", que naufragou na região em 1735.

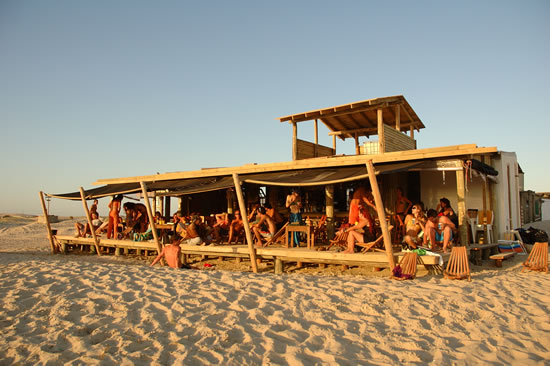
O povoado é cercado por dunas de areia e é um destino popular entre jovens argentinos e uruguaios há décadas.

## Geografia
Cabo Polonio apresenta uma paisagem singular, com grandes dunas ao seu redor. Considerado um dos lugares mais inóspitos do Uruguai, conta com mar frequentemente agitado, ventos fortes entre abril e setembro e temperaturas baixas no inverno. Próximo à costa, estão três pequenas ilhas — La Rosa, La Encantada e El Islote — habitat do lobo-marinho-escuro e do leão-marinho-do-sul, que convivem em harmonia.

## Localização
Cabo Polonio está situado a 260 km da capital nacional Montevidéu, com estradas em boas condições até o Parque Nacional de Cabo Polonio.
O acesso ao povoado se dá exclusivamente pelo Parque Nacional de Cabo Polonio, através de veículos 4x4, pois o trajeto atravessa dunas e beira a praia em parte do percurso. O transporte é organizado pelo próprio parque, sendo necessário deixar o veículo particular na entrada.

## Características
Cabo Polonio não possui rede elétrica; a maioria das construções é simples, utilizando geradores a diesel ou painéis solares. Algumas residências ainda dependem exclusivamente de iluminação por lamparina ou vela, enquanto outras contam com energia solar suficiente para iluminação básica, refrigeração e recarga de dispositivos eletrônicos. As casas possuem aquecedores a gás ou a lenha, que também servem para aquecer os ambientes. Durante a noite, se faz necessária uma lanterna para se locomover, pois não há iluminação pública.
Apesar do tamanho reduzido, Cabo Polonio atrai turistas do mundo inteiro devido à sua beleza natural e à experiência única de contato com a natureza preservada. A sensação de desconexão do mundo moderno — em uma cidade sem ruas pavimentadas, veículos motorizados e marcada pelo tempo lento — proporciona uma experiência introspectiva e de valorização do essencial. O nascer e o pôr do sol, assim como as noites estreladas e iluminadas pela Lua, encantam os visitantes.
O farol, com 27 metros de altura e 132 degraus, está aberto à visitação em horários específicos. Na entrada, pode-se conhecer a história da sua construção e importância regional. No topo, é possível observar o maquinário original e, externamente, desfrutar de vista panorâmica da cidade e do mar. Também é possível avistar lobos e leões marinhos nas proximidades.
Durante a alta temporada de verão e em datas especiais, diversos restaurantes e bares operam com cardápio especial e programação musical, movimentando o pequeno povoado. As pousadas e alojamentos também apresentam alta ocupação neste período.

## População
A população fixa é reduzida, composta principalmente por pescadores, pequenos comerciantes, artesãos e funcionários do farol. Segundo o censo uruguaio, em 2023 possuía 128 habitantes.